# Церковь «Ковчег» (Петербург)
Церковь «Ковчег» — храм общины Российской церкви христиан веры евангельской в посёлке Понтонный (в составе Колпинского района Санкт-Петербурга). Архитекторы Игорь Павлович Шмелёв и Бенцион Борисович Фабрицкий. Редкий памятник советского постмодернизма.
Здание, проектировавшееся в конце 1970-х годов как Музей Усть-Ижорского фанерного комбината (по другим данным — как клуб), впоследствии было достроено в качестве евангельской церкви. Его начали сооружать в 1981 году, но во время Перестройки строительство остановилось. В 1994 году здание передали местной протестантской общине, которая и завершила строительство в 2010 году, хотя внутренние отделочные работы шли и позднее.
Проект сравнивают с капеллой Роншан архитектора Ле Корбюзье, иногда — со зданием Новгородского театра драмы, советскими и югославскими архитектурными экспериментами (Памятник революции в Мославине, Каменный цветок и др.). Местным жителям церковь напоминает взрыв или семью грибов. По утверждению самого архитектора Игоря Шмелёва вертикальными конструкциями он хотел символически воплотить лодки-понтоны, вдохновившись легендами о квартировавшейся в этой местности понтонной роты Петра I, а также историей Ижорских заводов, поставлявших материалы для Дороги жизни. При проектировании он активно использовал принцип «золотого сечения», придерживаясь своей оригинальной концепции гармонии.

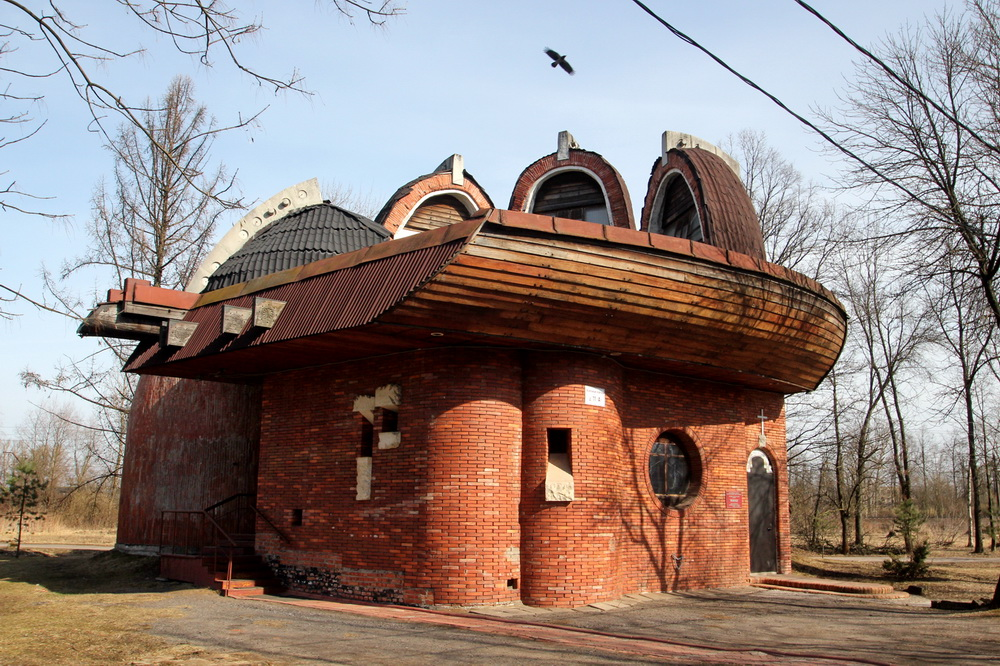
Вид на церковь с юго-востока. 2017 год.
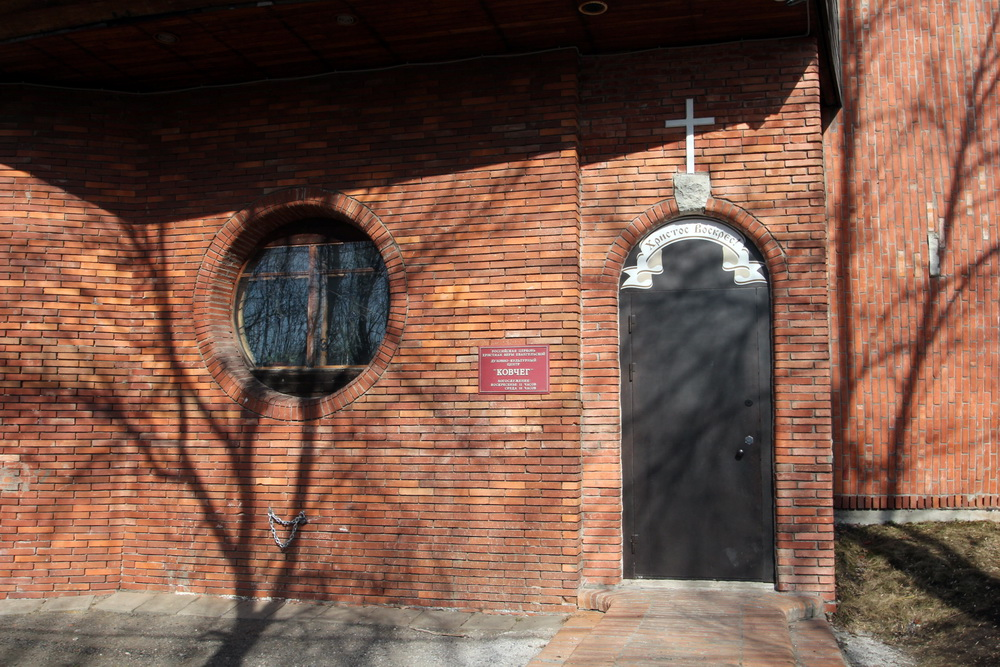
Вход в церковь. 2017 год.
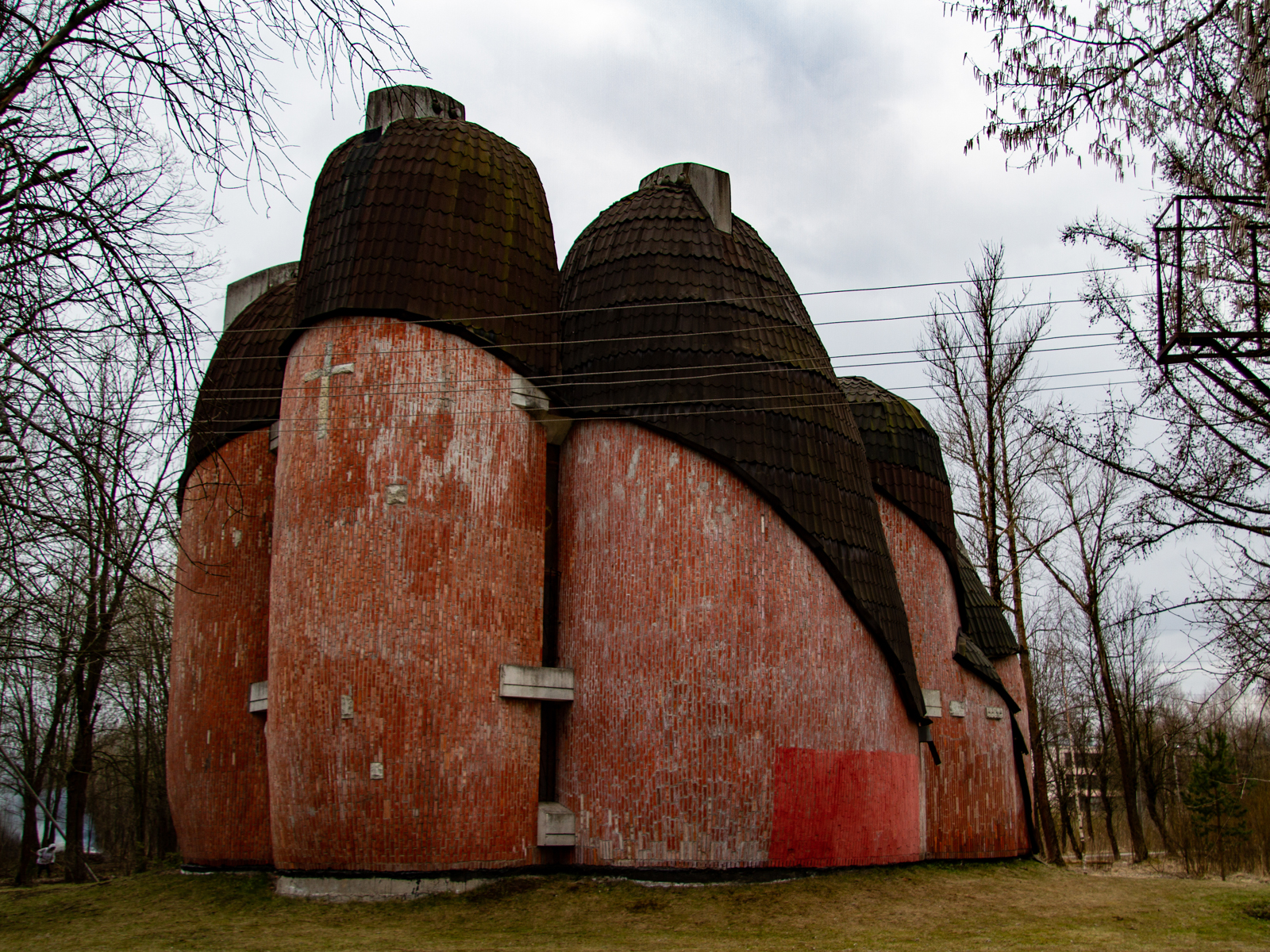
Вид на церковь с севера. 2019 год.
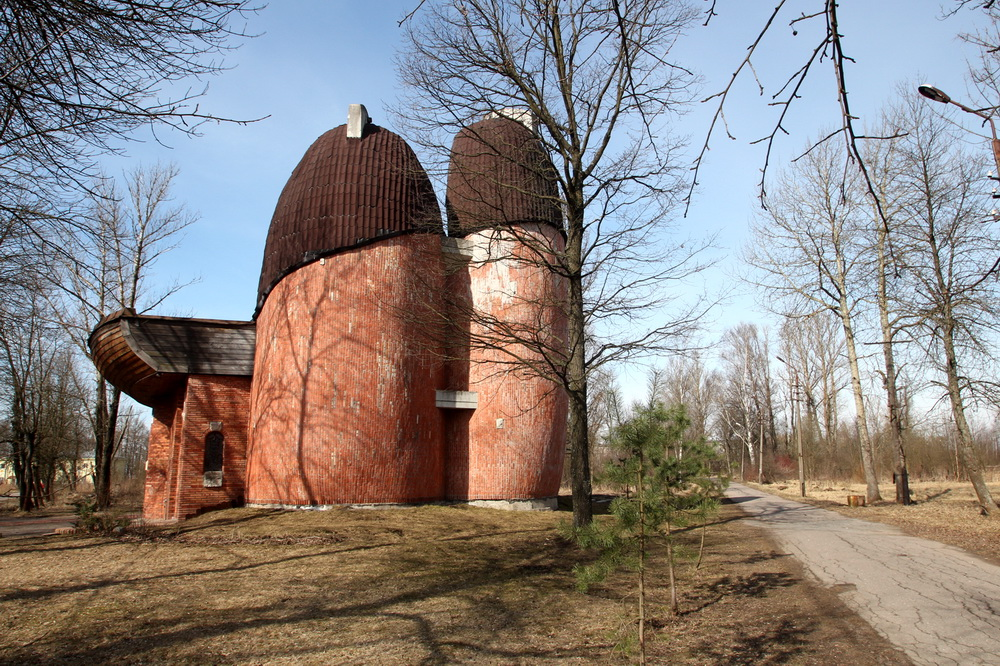
Вид на церковь с юга. 2017 год.
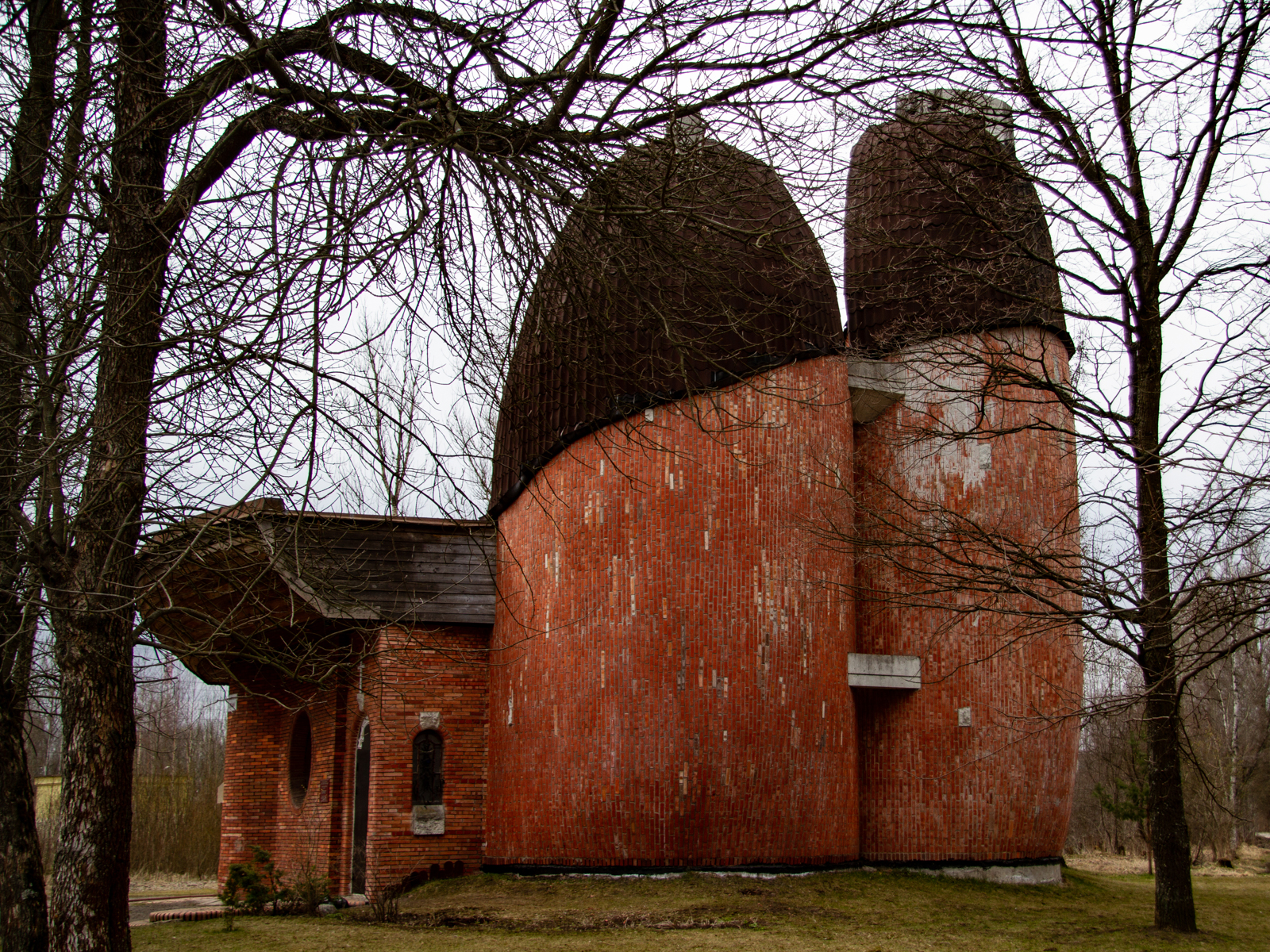
Вид на церковь с юга. 2019 год.